# Mattisensaari
Mattisensaari är en halvö i Finland. Den ligger i sjön Polvijärvi och i kommunen Polvijärvi i den ekonomiska regionen  Joensuu ekonomiska region  och landskapet Norra Karelen, i den sydöstra delen av landet, 400 km nordost om huvudstaden Helsingfors.